# Рождественский городок

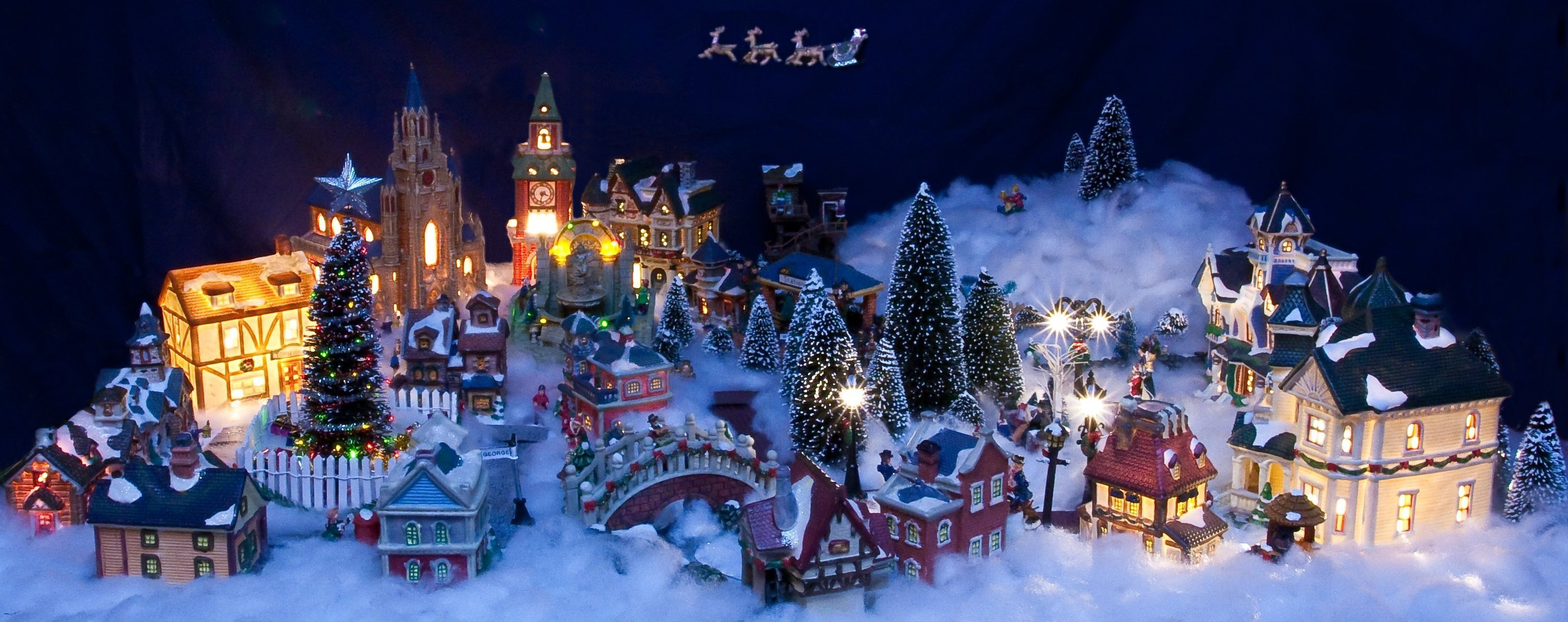
Вариант Рождественского городка

Рождественский городок (англ. Christmas village, также диккенсовский городок, старый Лондон Диккенса) — разновидность стендового моделизма и художественного дизайна, воссоздающего зимний рождественский город XIX века. Появилась и остаётся особенно популярной в США, а также в Европе.

## Варианты названия
Разные производители моделей домов, фигурок и иных элементов интерьера используют различные варианты названия. Самым старым является англ. Dickens' London Towne, дословно «город Лондон Диккенса» с устаревшим написанием слова «город», поэтому более точно дух выражения можно передать через «старый добрый Лондон Диккенса».
Также используются Dickens' village («Диккенсовский городок») и Dickens village (без апострофа посессива). В XXI веке чаще встречается просто Christmas village («Рождественский городок»).
В русском языке также встречаются разные варианты перевода. В том числе нередко village переводят как «деревня», вместо верного в данном случае «городок», и получается «Рождественская деревня». Однако моделей деревенских пейзажей никогда не делалось, и всегда подразумевался именно город, изначально старый Лондон середины XIX века, времён «Рождественских повестей» Чарльза Диккенса.

## История
Изначально «Рождественские городки» появились в 1950-х в крупных торговых центрах США как дополнительное средство привлечения покупателей в период рождественского бума продаж, который приносит 50 % и более всей годовой выручки. В основу дизайна были положены крайне популярные в США, даже более чем в самой Англии, «Рождественские повести» Чарльза Диккенса, прежде всего «Рождественская песнь в прозе», опубликованная в 1843 году.
Использованные отсылки к некоему английскому городу или городку середины XIX века в период Рождества были понятны всем посетителям, и составленные профессиональными дизайнерами композиции имели большой успех как у детей, так и у взрослых. Многие захотели иметь возможность составлять подобные композиции у себя дома, что дало толчок соответствующим производствам. И в XXI веке основной и классической по дизайну и качеству считается продукция «Department 56», выполняемая из настоящего фарфора. В 1990-х появились конкуренты с более дешёвыми вариантами продукции.
Как пишет исследователь рождественских традиций в США:

Диккенс признал важность индеек, и пудингов, и венков с падубом, и прочих символов Рождества — и тем самым научил американцев девятнадцатого века достойно отмечать этот праздник. В поисках того тёплого усыпанного хвоей места в давнем прошлом, живущие в двадцатом веке ставят маленькие Диккенсовские городки под ёлку.
Оригинальный текст (англ.)Dickens respects the importance of turkeys and puddings and holly and the other signifiers of Christmas, or the means whereby most Americans learned to mark the importance of the day in the nineteenth century. In search of that warm, holly-strewn place of long ago, the twentieth century put little Dickens Village houses under the Christmas tree.

## Известные изготовители
- «Department 56[англ.]»[1]
- Lexmax
- Luville
- Dickensville